# Mercatus Center

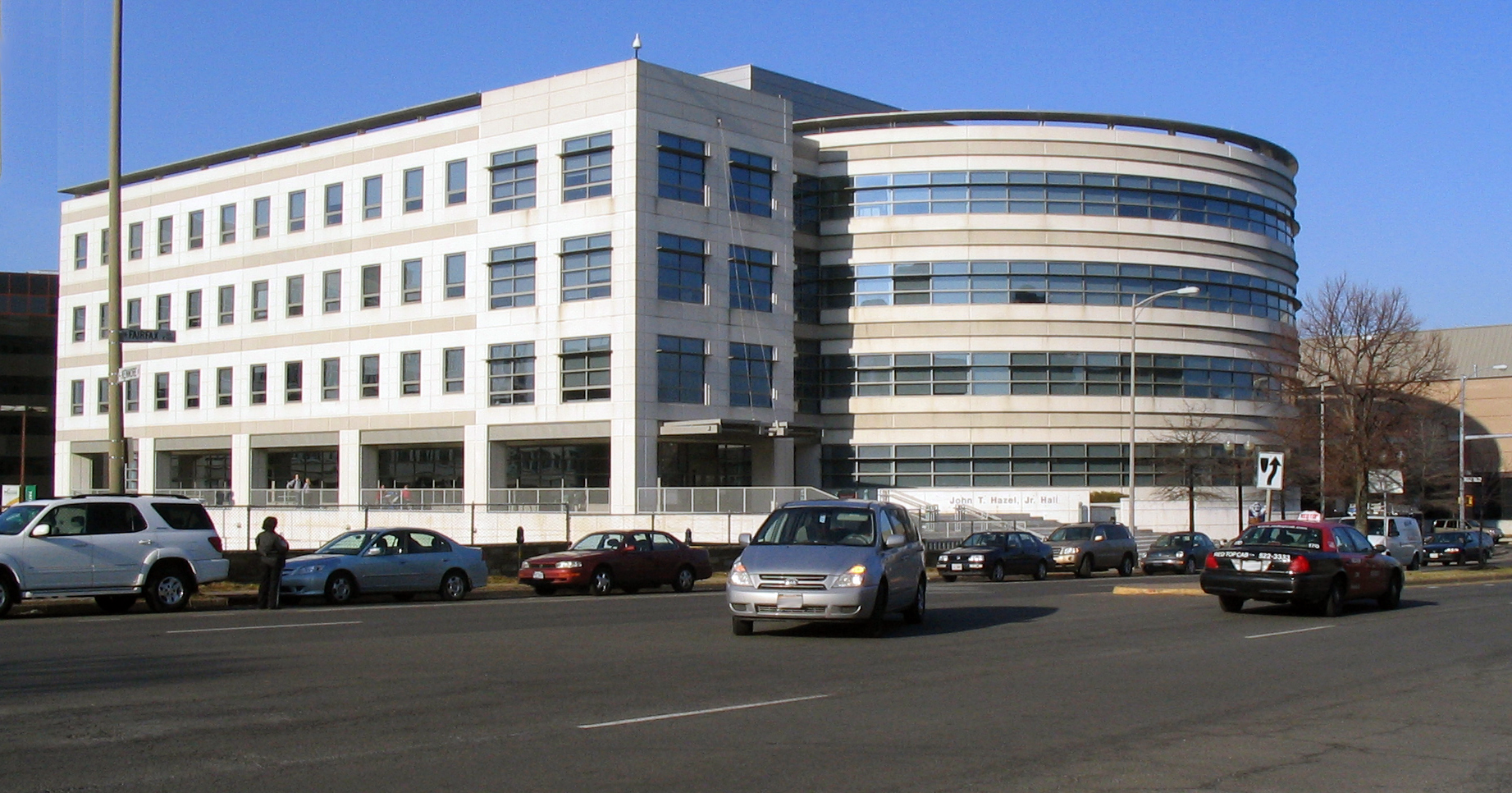
„Hazel Hall“ der George Mason University, in welcher sich auch die Räume des Mercatus Center befinden.

Das Mercatus Center in Arlington (Virginia) ist ein Think-Tank sowie ein privates und – laut Selbstbeschreibung – gemeinnütziges Institut der George Mason University für politik- und wirtschaftswissenschaftliche Forschung. Gründer des Think-Tanks war der Ökonom Richard Fink. Für die Gründung erhielt die Universität von den Industriellen Charles G. Koch und David H. Koch 30 Millionen Dollar.
Die Amerikanistin Eva Schweitzer sieht das Hauptanliegen des Mercatus Centers darin, den „schädlichen Einfluss“ von Umweltschutzgesetzen auf die Wirtschaft nachzuweisen.
Das Wall Street Journal attestierte dem Think-Tank 2010 großen Einfluss auf die Deregulierungspolitik der Regierung George W. Bush.